# منطقه یانچینگ
منطقه یانچینگ (به چینی: 延庆区، به پین‌یین: Yánqìng Qū) یک منطقهٔ شهرداری تابع شهر پکن، پایتخت  جمهوری خلق چین است.

## خصوصیات
منطقه یانچینگ ۱٬۹۹۲ کیلومترمربع مساحت و ۲۷۵٬۴۳۳ نفر جمعیت دارد.